# Bohinj
Bohinj és un municipi al nord-oest d'Eslovènia situat a la regió de l'Alta Carniola dins els Alps Julians. L'any 2002 tenia 5.274 habitants.

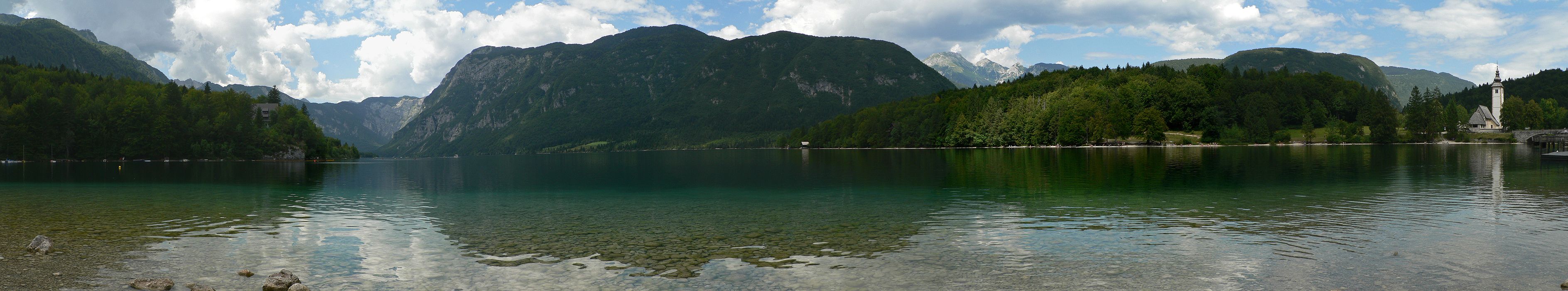
El llac de Bohinj